# Alois Eliáš

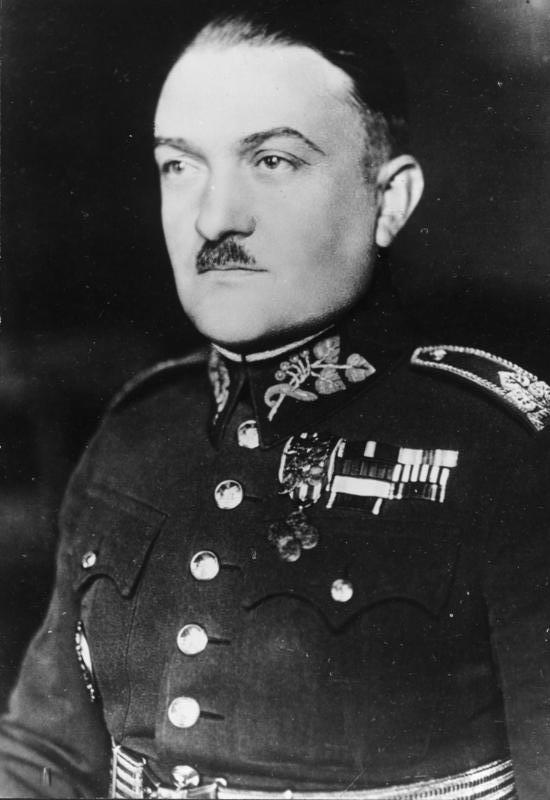
Alois Eliáš (1939)

Alois Eliáš (* 29. September 1890 in Königliche Weinberge, Österreich-Ungarn; † 19. Juni 1942 in Prag) war ein tschechoslowakischer General und Politiker. Von 1939 bis 1941 war er Ministerpräsident des Protektorats Böhmen und Mähren. Er unterhielt während des Zweiten Weltkrieges geheime Kontakte zur Exilregierung in London. 1941 wurde er von der deutschen Besatzungsmacht verhaftet und 1942 nach dem Attentat auf Reinhard Heydrich hingerichtet.

## Leben und Werk

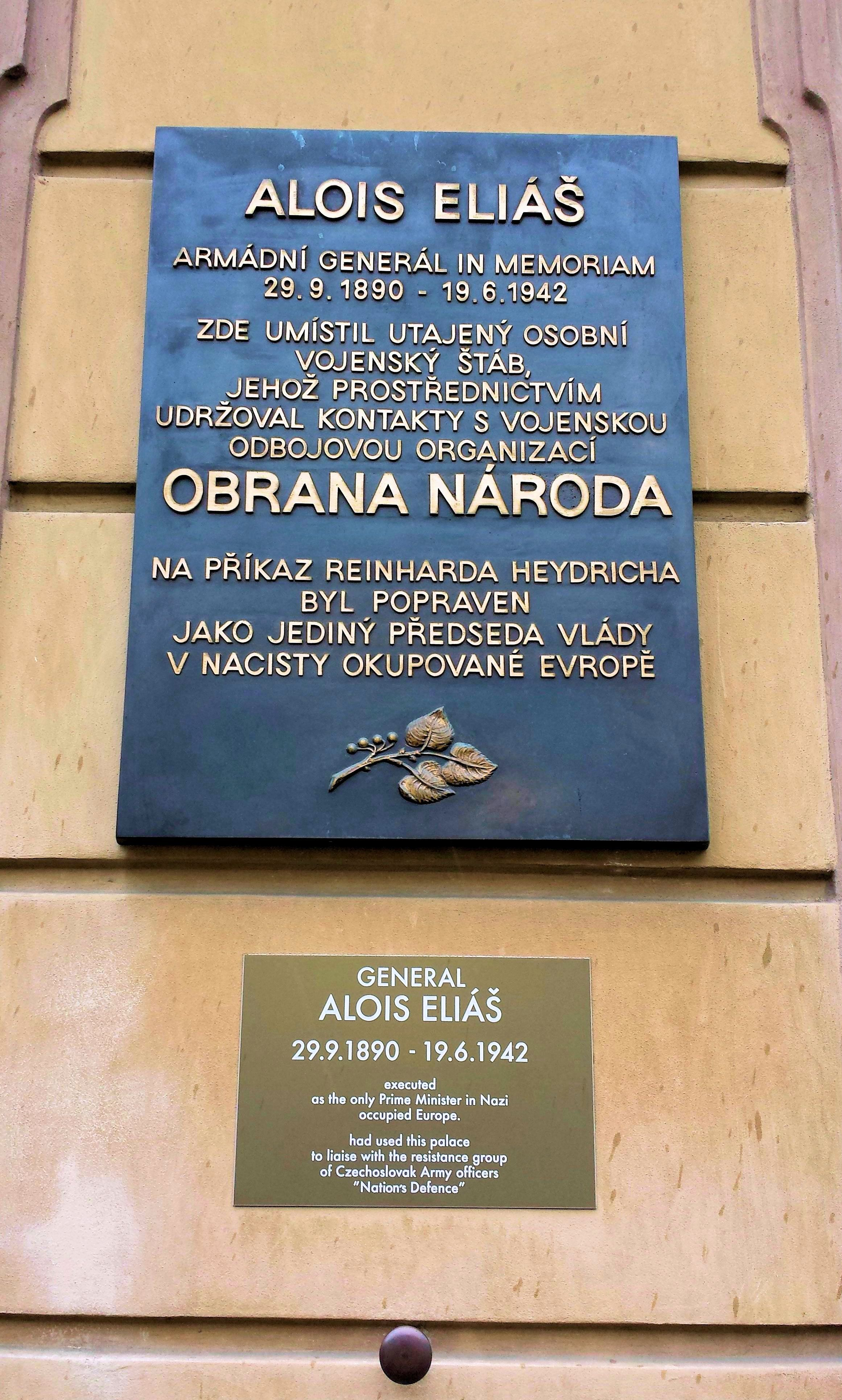
Alois Eliáš Gedenkplakette in Prag

Alois Eliáš absolvierte 1911 die Tschechische Technische Universität Prag und war als Landvermesser und beim Eisenbahnbau in Bosnien-Herzegowina tätig.
Im Ersten Weltkrieg wurde er zur k.u.k.-Armee eingezogen und geriet Ende August 1914 in Galizien in russische Kriegsgefangenschaft. 1917 trat er dort den Tschechoslowakischen Legionen bei, wurde nach Frankreich überstellt und kämpfte 1918 mit einer Legionseinheit an der Westfront. Eliáš wurde mit dem Croix de guerre und der Ehrenlegion ausgezeichnet. In der Ersten Tschechoslowakischen Republik wurde er General der neu errichteten Armee.
Eliáš wurde am 27. April 1939 zum Ministerpräsidenten des „Reichsprotektorates Böhmen und Mähren“ ernannt (siehe Regierung Alois Eliáš), das nach der Zerschlagung der „Rest-Tschechei“ am 15. März 1939 von den Deutschen eingerichtet worden war. Neben dem Amt des Ministerpräsidenten übte er auch das des Innenministers aus. Während seiner Amtszeit unterhielt er über Nachrichtenkanäle der Widerstandsorganisation ÚVOD Kontakte zur tschechoslowakischen Exilregierung und Präsident Edvard Beneš in London.
Am 27. September 1941, eine Woche nach der Berufung von Reinhard Heydrich zum Stellvertretenden Reichsprotektor in Böhmen und Mähren, wurde Eliáš festgenommen, vor Gericht gestellt und wegen Hoch- und Landesverrats zum Tode verurteilt. Das Urteil wurde jedoch vorerst nicht vollstreckt. Nachdem Heydrich am 4. Juni 1942 den Folgen eines Attentats erlag, wurde Eliáš im Zuge der Vergeltungsmaßnahmen am 19. Juni 1942 auf dem Schießplatz Kobylisy in Prag durch Erschießen hingerichtet. Seine Ruhestätte fand er an der St. Markus-Kirche in Markovice.

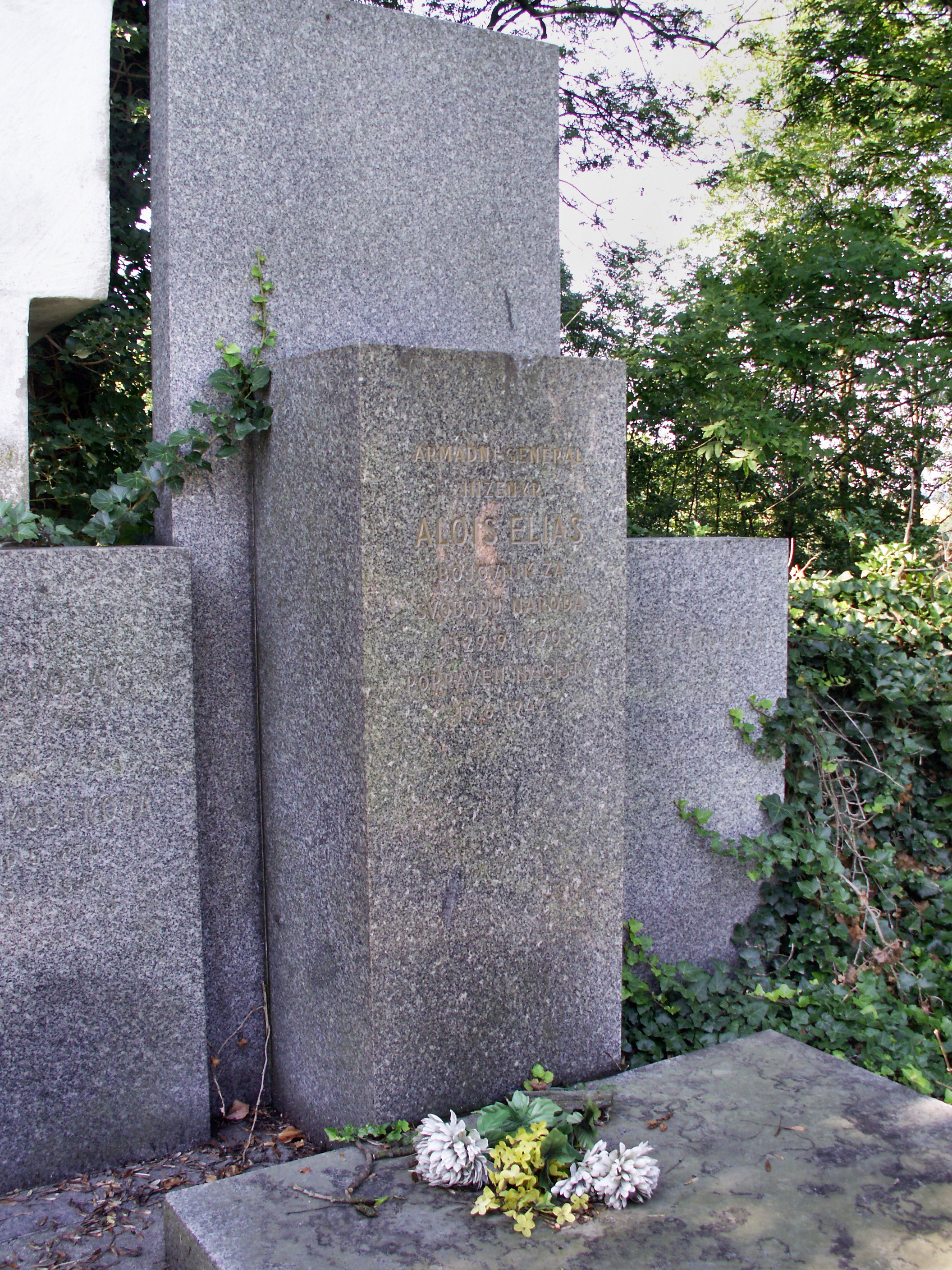
Ehemaliges Grab von Alois Eliáš

Im Jahr 2010 wurde im Archiv des Tschechischen Rundfunks eine Tonaufnahme eines Gesprächs vor der Gestapo, die bereits nach seinem Todesurteil aufgezeichnet worden war, gefunden.

## Posthume Ehrungen
Alois Eliáš, der zuletzt den Dienstgrad Divisionsgeneral hatte, wurde nach 1945 in den Rang Armeegeneral erhoben. 1996 wurde Eliáš posthum mit dem tschechischen Orden des Weißen Löwen ausgezeichnet.
2006 wurden die Urnen von Alois Eliáš und seiner Ehefrau Jaroslava feierlich im „Nationaldenkmal am Veitsberg“ (tschechisch Národní památník na Vítkově) in Prag beigesetzt. Am Hinrichtungsort auf dem Schießplatz Kobylisy befindet sich heute eine Gedenkstätte.